# Gampsocleis glabra
Gampsocleis glabra är en insektsart som först beskrevs av Herbst 1786.  Gampsocleis glabra ingår i släktet Gampsocleis och familjen vårtbitare. Inga underarter finns listade i Catalogue of Life.

## Bildgalleri

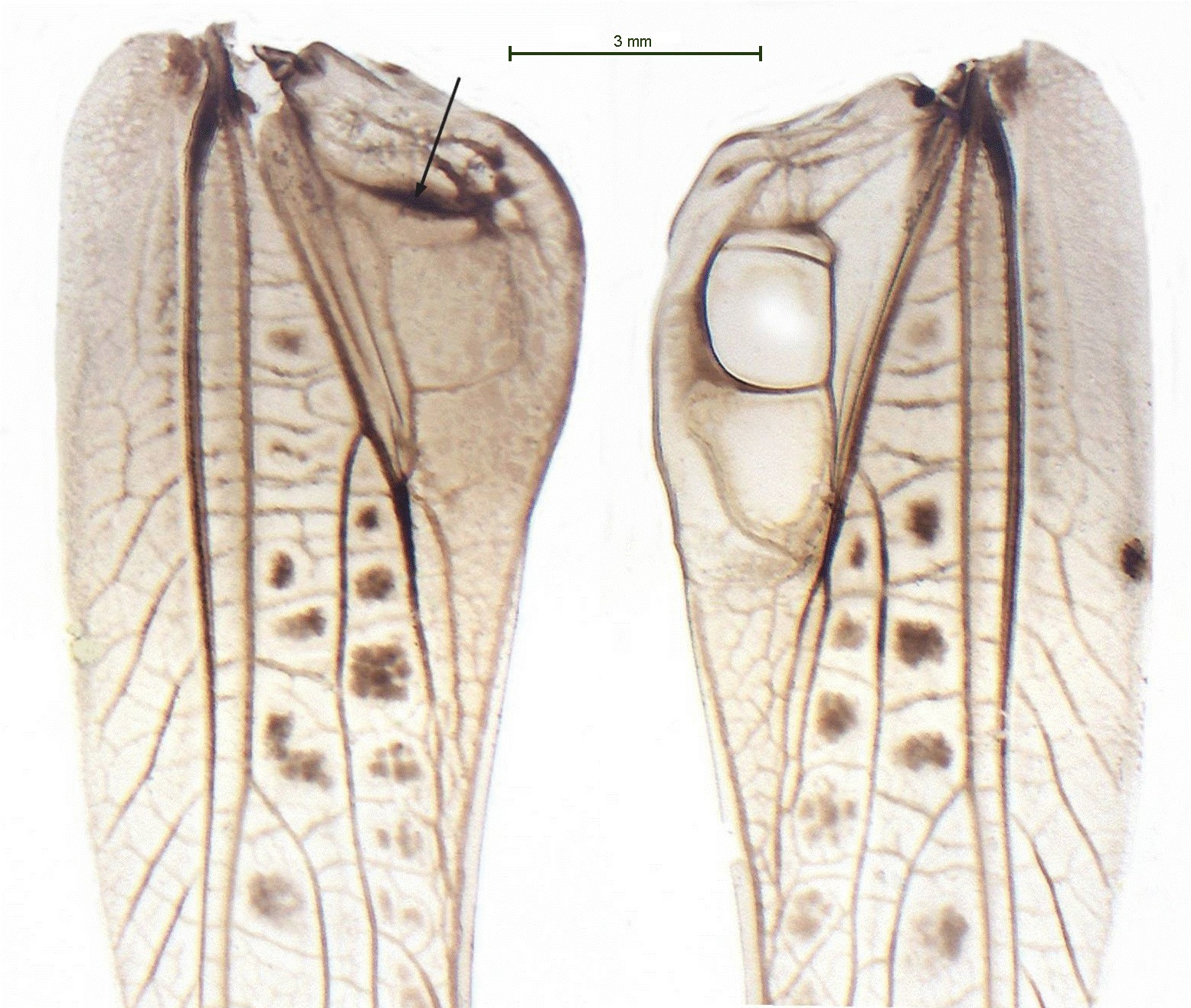
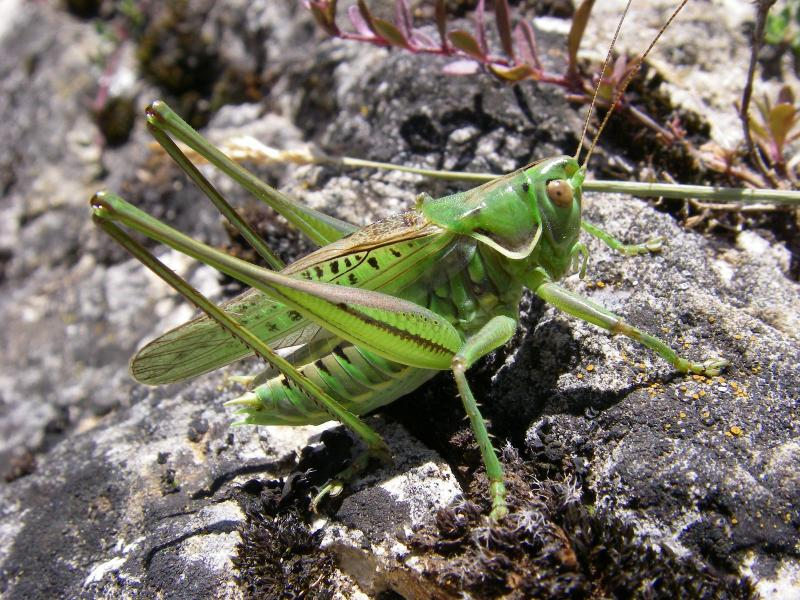